# Rue Auguste-Vitu
La rue Auguste-Vitu est une voie du 15e arrondissement de Paris, en France.

## Situation et accès
La rue Auguste-Vitu est une voie publique située dans le 15e arrondissement de Paris. Elle débute au 14, avenue Émile-Zola et se termine au 13, rue Sébastien-Mercier. Elle traverse la rue de la Convention.

## Origine du nom

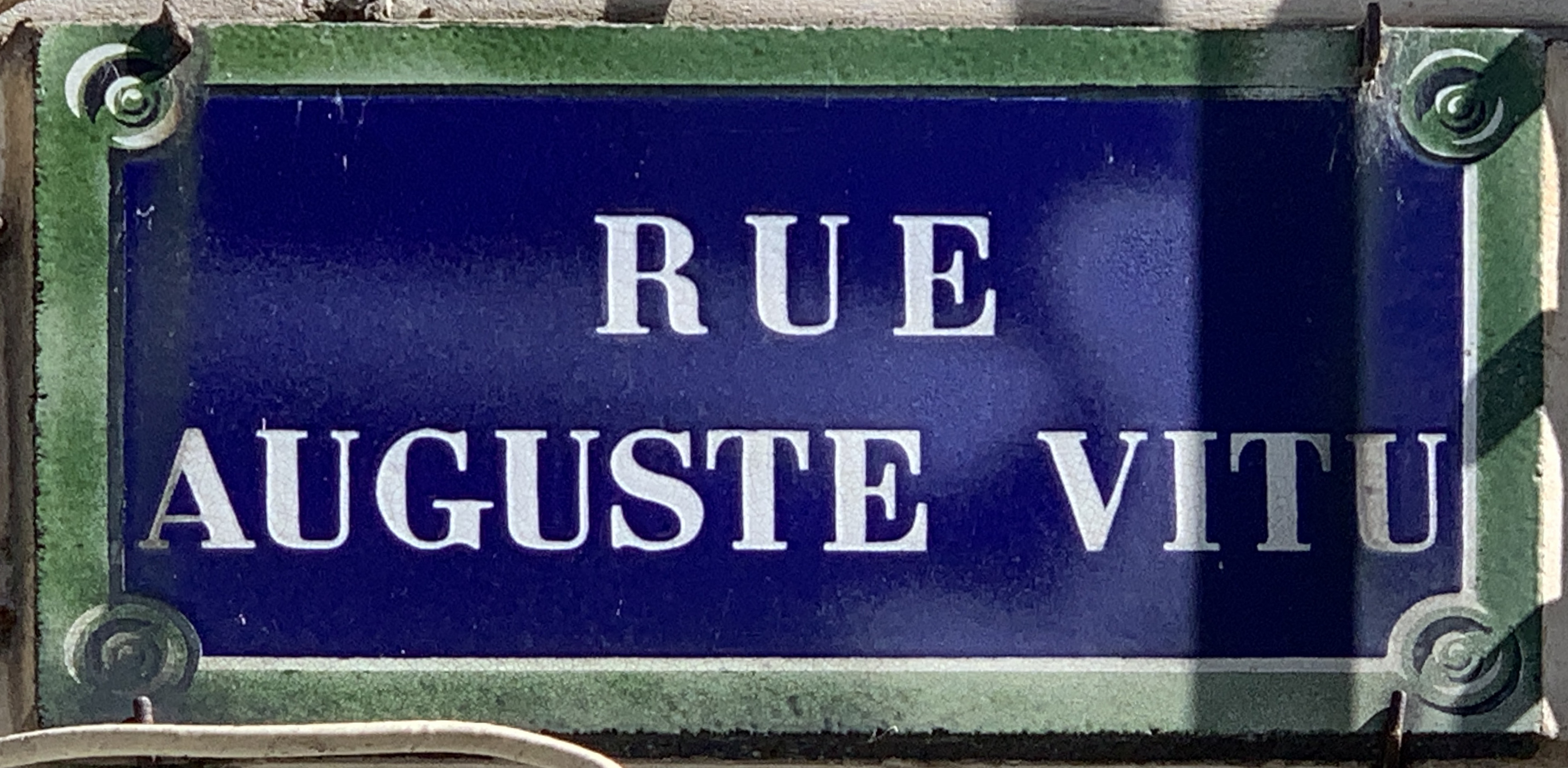
Plaque de la rue.

Cette voie a reçu le nom du littérateur Auguste Vitu (1823-1891), le 16 juillet 1912. 

## Historique
La rue ouverte en 1907 entre l'avenue Émile-Zola et la rue de la Convention prend sa dénomination actuelle par un arrêté du 16 juillet 1912.
Par un arrêté du 14 janvier 1933, elle est prolongée entre la rue de la Convention et la rue Sébastien-Mercier sous le nom de « rue Marie » avant de prendre le nom de « rue Auguste-Vitu »  par un arrêté du 21 août 1934.

## Bâtiments remarquables et lieux de mémoire
- Au no 2 vécurent le peintre français André Favory (jusqu'à sa mort en 1937) et l'artiste russe Alexandre Benois (de 1935 à sa mort en 1960)[2].